# برائینوواتس
برائینوواتس (به صربی: Brajinovac) یک روستا در صربستان است که در Rekovac واقع شده‌است.
 برائینوواتس  ۲۲۱ نفر جمعیت دارد.